# タクティクスオウガ外伝 The Knight of Lodis
『タクティクスオウガ外伝 The Knight of Lodis』（タクティクスオウガがいでん ザ・ナイト・オブ・ローディス、Tactics Ogre: The Knight of Lodis）は、2001年6月21日に任天堂より発売されたゲームボーイアドバンス用シミュレーションRPG。アメリカでは2002年5月7日に発売された。『タクティクスオウガ』（オウガバトルシリーズ）の外伝的作品である。CMには伊達直也が出演した。

## ストーリー
オウガバトルサーガ オウィスの章 The Knight of Lodis （ローディスの騎士）
ゼテギネア暦216年。ガリシア大陸の西に位置するオウィス島で、北方の軍事国家ローディス教国が主導する教化政策が行われた。それは極めて侵略性の高いものであり、島南部（アールセン地方）では改宗への激しい抵抗から犠牲を多く出し、また多くの村や街が見せしめに焼き払われた。一方で島北部（ラーヌンクルス地方）を治めていた当時の君主ウィリアム・バトラールは、ローディスの圧倒的武力を前に講和条約に無条件調印し、事実上改宗を受け入れる。以降オウィス島はローディスの傘下となる。
15年後の231年、ローディスの属国フェーリス公国の国主ベラルド・ラスナンティは、フェーリス領となったオウィス島で近年不穏な動きを見せる白牙騎士団を調査するため、息子レクトールを指揮官とした聖炎騎士団の調査部隊を派遣。同部隊に所属し、またレクトールの友人でもある若き騎士アルフォンス・レーエルは、海を渡っての初めての公務に期待を膨らませていた。

## システム
戦闘
本作ではタクティクスオウガで採用されていた「ウェイトターンシステム」を廃止、自軍のフェイズと敵軍のフェイズが交互に繰り返されるオーソドックスなターン制を導入している。ユニットの素早さや装備重量の概念は残っているものの、行動順番ではなく移動力へ影響するようになっているため、タクティクスオウガよりも難易度が格段に下がっている。
ユニットのパラメータ
本作ではレベル・HP・MP・エレメント（属性）・アラインメント（性格）の他はSTR（力）・INT（知力）・AGI（素早さ）の3種に簡略化され、その値とクラスに応じて物理攻撃／防御力・魔法攻撃／防御力・移動力が決定されるようになっている。
また誕生日（アルフォンスは任意、固有ユニットは固定、汎用ユニットはランダム）とシナリオの進行状況によって「運気」が変動し、ユニットの命中率などに影響を及ぼす。
勲章
戦闘において条件を満たすと入手できる「勲章」は、パラメータの変化・運気への影響・特殊能力の付加・特定のクラスチェンジへの条件クリアなど、ユニットに様々な効果をもたらす。ゲームの攻略上非常に重要な要素である。また種族や性別の違いにより入手できる勲章が異なる。
通信
通信ケーブルがあれば、別ROMのデータとの通信対戦やアイテム・ユニットの交換が可能。
クエスト
ゲーム中に「文献」を入手すると、本編とは関係ない戦闘「クエストモード」ができる。場所に応じた資金の用意と「○ターン以内に敵リーダーを倒す」もしくは「○ターン以内にすべての敵を倒す」という条件を設定する事が前提となる特殊な戦闘で、条件が厳しいほどクリア時に貰えるアイテムのランクが上がる。このモードでしか入手できないアイテムや勲章もある。ちなみに自軍のユニットは倒されても「死亡」しない（データは消えない）。
シリーズ独自の暦「ゼテギネア暦」などシリーズ設定に関しては、詳しくはタクティクスオウガ#システムの各項を参照されたい。

## 主な登場人物

### 聖炎騎士団
フェーリス公国の領主ベラルド・ラスナンティが率いる騎士団。全寮制という特殊な制度を設けている。本作の要所に関わっており、ある目的でオウィス島にやってくるところから物語は動き始める。
アルフォンス・レーエル
主人公。15歳。貴族の出身だが、父親の死と母親の再婚で家名が変わったのを機に母親に不満を持つようになり、士官学校を優秀な成績で卒業後、実家を避けるようにして全寮制である聖炎騎士団に入団する。騎士として着実に実力をつけていったが、シビュラとの出会いをきっかけに自身の境遇に疑問を持ち始める。
初期クラスは「ソルジャー」だが、汎用ユニットより若干パラメータが高く、主人公の特権かステータス異常にならない。彼の属性・アラインメント・初期パラメータの傾向・最初から所持する勲章はゲーム開始時の占いイベントで決定され、その結果に応じて初期パーティ編成や所持アイテムも変わってくる。
なお、母の再婚前の家名は「タルタロス」という。
レクトール・ラスナンティ
フェーリス公国国主ベラルド・ラスナンティの嫡男。有能な神官戦士。聖炎騎士団の部隊長を務め、同僚兼友人で年下でもあるアルフォンスに色々と世話を焼く。敬虔なローディス教徒で部下からの人望も厚いが、領主の嫡男であるせいか身分の低い者を見下すきらいがある。
オーソンヌ・ラミー
ローディスの狩猟民族の出身だが、現在はレクトールに忠誠を誓い、彼の側近として行動する。56歳。アルフォンスの教育係でもある老練のアーチャー。
ジャスティン・ナバーム
レクトールの親衛隊隊員。顔グラフィックは汎用ユニットのナイト♂と同じ。
レイラ・エスケレト
レクトールの親衛隊隊員。顔グラフィックは汎用ユニットのナイト♀と同じ。彼女もジャスティンもレクトールに憧れている。

### 白牙騎士団
オウィス島の領主であるバトラール家当主が代々率いる騎士団。ウィリアム亡き後、その弟であるナリスが団長となっている。
ナリス・バトラール
バトラール家の現当主で、白牙騎士団団長。前当主ウィリアムの弟で、イナンナにとっては叔父に当たる人物。
ニッカール・ブリフォー
騎士団の戦士長。強情な性格で、腕よりも口が立つ。部下から慕われるタイプではない。
マゴット・ホーリー
イナンナのかつての剣の師。この世界においては女性では非常に珍しい熟練した剣の使い手で、女性でありながらソードマスターのクラスに就いている。（本来ソードマスターへはゲームシステム的に男性しかクラスチェンジできない）。
セルヴァン・メンダークス
ナリスに協力する謎の魔法使い。少年とは思えないほどの魔法力を持つ。
レーテ・メンダークス
セルヴァンの双子の妹。人を喰ったような言葉遣いを好む。

### 教皇の手
ローディス教会直属の密偵組織で、その証として身体のどこかに教皇の刻印が刻まれている。教会および教皇には絶対服従であるため、抜けた者には追っ手が差し向けられる。
シビュラ・アリンダ
「教皇の手」の一人。左手に教皇の刻印を持つ。シビュラ自身は元戦災孤児であり、6歳の時にローディスの神都ガリウスに送られ、「教皇の手」としての教育を受けて現在に至っている。薄幸の少女時代を耐え抜いてきたためか、それによって培われた強靭な精神力と意志力を持って行動する。教皇のある命によりオウィス島に渡り、シナリオ序盤のある事件からアルフォンスと縁を持つ事になる。
シウェン・ベルデ
シビュラに仕えるニンジャ。背中に教皇の刻印を持つ。

### オウィス島の住人
エレノア・オリアト
本作のヒロイン的存在。15歳。戦災孤児で育ての親の死後村を追われ、ハーウェン神父に助けられて以来ソレア海岸にある小さな教会の手伝いをして暮らす。しかし神父からつらく当たられることも多い。海賊の襲撃で海に落ちたアルフォンスを海岸で見つけ介抱したのがきっかけで、彼と縁を持つ。人魚から貰ったというお守り「オーキッドパール」を持っている。後に神父のもとを離れ、アルフォンスと行動を共にするうちに互いに惹かれ合うようになる。
初期クラスは「ソルジャー」。条件を満たせば専用スキル「スターティアラ」を覚える。フィールド全体の敵にダメージを与えアンデッドを消滅させるという強力なものだが、使用後は記憶が消えるため、レベルが上がるか戦闘が終了するまで使えなくなる。
イナンナ・バトラール
白牙騎士団に所属していたナイト。24歳。島の前当主で父でもあるウィリアムの死を疑問に思い、真相究明のため叔父ナリスのもとを離れ、身分を隠して傭兵生活を送る。知人であったエレノアを介してアルフォンスと出会い、彼と行動を共にするようになる。マリーシアという今は亡き妹がいる。
クルード・ハーウェン（ハーウェン神父）
ローディス教の神父。エレノアの義父。
ウィリアム・バトラール
島の前当主。イナンナの父であり、ナリスの兄。講和条約締結後に持病により病死したとされているが……。
マリーシア・バトラール
イナンナの妹。母の死後、他に身寄りがなかったため叔父ナリスに引き取られる。身体が弱かったため、7年前に病死している。
グリーシナ
好奇心旺盛なフェアリー。人間の年齢に換算すると22歳程度。外の世界に憧れて飛び出した妹ルビーナを捜している。
ルビーナ
グリーシナの（双子の？）妹。
アエリアル
人魚の戦士。人間の年齢に換算すると18歳程度。島の覇権を巡って人魚と人間が対立した過去があるためか、人間に敵意を抱いている。
クロウリィ
人魚たちの長。人間と対立した時代を生き延びている。
ベイレヴラ
エレノアと面識のある人魚。「オーキッドパール」は彼女から貰ったものらしい。美しい黄金の鱗を持つという。
ルシアン・バトラール
イナンナらバトラール家の先祖に当たる人物。とある理由によりバトラール家の記述から抹消されている。
セレーヌ
ルシアンとの間に子供をもうけた女性。子供は四代目のラーヌンクルス領主になったらしい。
ユフィール・ベアトリックス
ビリュテの町に住む少女。エルリックの娘で14歳。
エルリック・ベアトリックス
ベリエッサ砦でゴーレムの召喚実験をしている熟練の術者。ユフィールの父親だが妻を亡くしており、親衛隊と称する女性たちを従えている。
リモン
ある陰湿な洞窟に隠れ住んでいる異形の存在。かつては人間だったという。

### その他
ザイアン
戦いを至上の喜びとする悪魔。島に満ちる負の波動に連られて現れたという。
ロベリア
アルフォンスたちを助けるために遣わされたという天界の住人。
シャヘル
オウィス島に伝わるおとぎ話に登場する、神を愛するが故にその命に背き、地上に堕とされた天使。完全に堕天する前に神によって島の永久凍土に封印されたという。
デネブ・ローブ
カボチャをこよなく愛するゼノビアの魔女。オウガシリーズ皆勤賞キャラ。本作ではある条件を満たすと仲間にする事ができる。

## クラスリスト
アンデッド
属性は神聖（アラインメントL）か暗黒（アラインメントC）の2種。クラスチェンジには特殊な手段を用いる。HPが0になっても一定時間で復活する（暗黒魔法「カース」を使う事ですぐに復活させる事もできる）。ただし通常の方法でHPを回復させる事はできない。また一部の技を受けると消滅し、同じ戦闘中でも二度と復活できなくなる。
転生
属性が神聖か暗黒の2種になる他は通常ユニットとほぼ変わらない。クラスチェンジには特殊な手段を用いる。

### 男女共通
ソルジャー ＜得意武器－なし＞
最も基本的なクラス。HPの伸びは良いがその他は今ひとつ。アルフォンスやエレノアの初期クラスでもある。
ナイト ＜得意武器－剣・突剣＞
騎士。重装備が可能な他、下級神聖魔法の一部が使え、敵の恐怖効果を受けない。クラスチェンジには紋章「騎士の証」が必要。イナンナの固有クラスでもある。
ニンジャ ＜得意武器－刀＞
隠密者。名前の通り移動力とAGIはトップクラスで、水上を移動でき、下級攻撃魔法も使える。特殊武器の「手裏剣」により遠くの敵にも攻撃できる。シウェンの固有クラスでもある。
アーチャー ＜得意武器－弓＞
弓で戦う後方支援型の戦士。弓は高所に移動するほど射程が長くなるというメリットを持つが、クラス自体のステータスの伸びは今ひとつ。オーソンヌの固有クラスでもある。
ウィザード ＜得意武器－なし＞
魔法使い。下級攻撃魔法が使える。名前の通りMPやINTは上がりやすいが、装備品が限られるため打たれ弱い。
クレリック ＜得意武器－なし＞
僧侶。下級神聖魔法が使える。ステータスは高くはないが、パーティの回復役として重宝する。
プリースト ＜得意武器－なし＞
クレリックの上級職。ほとんどの神聖魔法が使える。クラスチェンジには紋章「神界の言霊」が必要。また殺害数が10人以下である事が条件。ステータスに突出したものはないが、死者蘇生魔法「リザレクション」が使える数少ないクラス。
ゴースト ＜得意武器－なし＞
アンデッド。幽霊。下級暗黒魔法が使える。実体を持たないため物理攻撃に強く、移動がワープなので地形の影響を受けない。また、ステータス異常にならない。
エンジェルナイト ＜得意武器－突剣＞
転生クラス。背に純白の翼を持つ美しい戦士。全体的にステータスは高め。天使言語（スペシャル技）である、敵アンデッドを消滅させる「バニッシュ」と、アンデッドのHPとMP（SP）を回復する「サッドソング」を覚える。転生には紋章「大天使の羽」と、いくばくかの運が必要。ロベリアの固有クラスでもある。
リッチ ＜得意武器－なし＞
転生クラス。「死者の指輪」によって更なる能力を身につけた魔法使い。神聖・召喚以外のすべての魔法が使える。物理防御力も高い。

### 男性限定
ビーストテイマー ＜得意武器－鞭＞
魔獣使い。近くにいる魔獣系ユニットに支援効果を与えられる。ステータスは平均的。
ウォーロック ＜得意武器－剣＞
一見優男に見える魔法剣士。物理・魔法攻撃力ともバランスが取れているが突出したステータスが無く、器用貧乏。補助魔法が使える。スペシャル技「フォースエンス」は敵の属性に対する属性での攻撃を仕掛ける。クラスチェンジには紋章「文武の誇り」が必要。
ドラグーン ＜得意武器－剣・槍＞
全身を金色の甲冑で武装した、「ドラゴンキラー」とも呼ばれる騎士。ナイト以上の攻撃力を持ち、特に竜相手にはダメージ補正がかかる。また、INT補正が低い為ダメージはあまり期待できないが投射攻撃魔法も使える。クラスチェンジには紋章「聖竜のウロコ」が必要。
ソードマスター ＜得意武器－剣・刀＞
武士のような風貌をした剣の達人。強力な通常攻撃と補助魔法に加え、自身のHPを削り対象を麻痺させる「つばめ返し」と手裏剣を強力にしたようなスペシャル技「指弾」が使える。クラスチェンジには紋章「皆伝の書」が必要。

### 女性限定
ドラゴンテイマー ＜得意武器－突剣＞
竜使い。近くにいる竜系ユニットに支援効果を与えられる。投射攻撃魔法も使える。得意武器や支援対象の関係でビーストテイマーより使いやすいか。
ヴァルキリー ＜得意武器－槍＞
凛々しい魔法戦士。下級攻撃魔法が使え、近くにいる男性ユニットに支援効果を与えられる。攻撃力も高く、水中であまり移動力が落ちない。クラスチェンジには紋章「ランサー」が必要。
ウィッチ ＜得意武器－なし＞
美しい魔女。補助魔法が使える。敵を魅了する「ファシネイション」というスペシャル技も使える。クラスチェンジには紋章「小悪魔のささやき」が必要。
セイレーン ＜得意武器－扇＞
妖艶な風貌の高位魔道士。ほとんどの攻撃魔法が使える。クラスチェンジには紋章「賢者の石」が必要。

### 亜人
ホークマン（♂のみ） ＜得意武器－槌＞
人間に翼が生えたような外見の種族。飛行できるため移動力は高い。風属性の投射攻撃技「サンダーアロー」が使える。今作では攻撃力が最高クラスとなっている。
マーメイド（♀のみ） ＜得意武器－槍＞
人魚。水中が得意な反面陸に上がると移動力が大幅に下がるが、攻撃力はなかなか。周囲の味方ユニットの戦闘能力を上げる「チアー」と、敵ユニットを眠らせる「ララバイ」の2つのスペシャル技を覚える。
フェアリー（♀のみ） ＜得意武器－なし＞
妖精。打たれ弱いが、飛行移動ができ、敵の攻撃をよく避ける。遠くの敵に攻撃できる「マジックミサイル」、味方ユニットのHPと状態異常を一度に治す「プリティキッス」、味方のHPを回復し更に再行動できるようにする「ディープキッス」を覚える。
ジャイアント（性別なし） ＜得意武器－武器装備不可＞
巨人。武器が装備できず移動力も低いが、拳の破壊力は十分。命中率は低いが威力は抜群の投射技「ギガントブロウ」を覚える。

### 魔族
グレムリン（性別なし） ＜得意武器－なし＞
小悪魔。ステータスはフェアリーに似るが、フェアリーよりも若干打たれ強く、若干AGIが低い。敵にダメージを与え混乱状態にする「プリティキッス」と、敵にダメージを与え同時に石化する「ディープキッス」を覚える。
ゴーゴン（♀のみ） ＜得意武器－なし＞
蛇の髪と下半身を持つ魔物。ステータスは高くないが、目の合った敵ユニット全てを石化させるスペシャル技「邪眼」を覚える。

### 魔獣
装備品は装飾品のみ可。性別はない。配置によっては踏み台にする事ができる（頭上で待機する事はできない）。
コカトリス
蛇の鱗と尻尾を持つ巨大な鶏。飛行できるので移動力は高い。石化効果を持つスペシャル技「ペトロブレス」を覚える。
オクトパス
巨大なタコ。移動力は低めだが、水中で活躍する。スペシャル技「タコ足8本」は攻撃技だが、一定確率で敵を混乱状態にすることもある。
グリフォン
ワシの頭とライオンの身体を持つ。飛行移動可能。風属性の範囲攻撃技「ウィンドストーム」を覚える。
ケルベロス
オオカミに似るが、二つの頭を持つ。魔獣の中では移動力は高い方。火属性の範囲攻撃技「メズマライズ」を覚える。

### 竜
装備が装飾品のみ、性別がない、踏み台にできる点は魔獣と同じ。自分の属性に応じた範囲攻撃技（ブレス）を覚える。基本クラスは属性が変わるとクラスもそれに応じたものになる。

#### 基本クラス
レッドドラゴン
火属性の竜。混乱効果を持つ「ファイヤーブレス」を吐く。
ブルードラゴン
水属性の竜。眠り効果を持つ「コールドブレス」を吐く。
アースドラゴン
地属性の竜。毒効果を持つ「ポイズンブレス」を吐く。
サンダードラゴン
風属性の竜。麻痺効果を持つ「サンダーブレス」を吐く。

#### 上級クラス
ムシュフシュ
神聖属性の竜が進化した、四脚の白き竜。ステータスが上がる他、雪上での移動力が落ちなくなる。また、仲間に支援効果をもたらす。
ナーガ
中立属性の竜が進化した、足の無い蛇体を持った金色の竜。ステータスが上がる他、水中での移動力が落ちなくなる。
ヴリトラ
暗黒属性の竜が進化した、怪獣のような漆黒の身体を持つ二脚の竜。ステータスが上がる他、飛行が可能になる。また、敵に恐怖効果を与える事ができる。
ドラゴンゾンビ
アンデッド。竜のゾンビで、ムシュフシュと同じく四脚。通常攻撃に毒効果を持つ他、武器の威力を低下させる技「ロトンブレス」を覚える。正確には上級クラスではないが、ここに記載した。

### 固有クラス
ソーサレス （シビュラ） ＜得意武器－扇＞
ありとあらゆる精霊魔法と高位の暗黒魔法を使いこなす、魔法のスペシャリスト。セイレーンのパワーアップ版という感じ。
ハイプリースト （レクトール） ＜得意武器－突剣＞
高僧。すべての神聖魔法を使いこなし、武器攻撃も得意。ナイトのパワーアップ版という感じ。
シャーマン（ユフィール） ＜得意武器－なし＞
精霊の声を聞く事ができるという魔法使い。能力はセイレーンに似る。HPと引き換えに味方ユニットのMPを回復する「エナジーフロウ」が使える。死者をアンデッドに転生させる魔法「ネクロマンシー」の数少ない使い手でもある。
サマナー （エルリック） ＜得意武器－なし＞
さまざまな存在を召喚する事ができる、魔法の探究者。能力はウォーロックに似るが、攻撃魔法や召喚魔法も使える。可愛らしいゴーレムを召喚し敵と戦わせる技「サモンドール」が使える。また、彼もネクロマンシーが使える。
レッサーデーモン （ザイアン） ＜得意武器－斧・槌＞
魔界の戦士。悪魔としては下級だが、攻撃力があり、下位暗黒魔法が使えるなど戦士としては十分。
うぃっち （デネブ） ＜得意武器－なし＞
能力はウィッチに似るが、召喚魔法も使える。また、敵を高確率で魅了する「ゆうわく」が使える。「ウィッチ」と「うぃっち」は全然違う、とは本人の弁。

#### 敵限定
説得は不可。
バンディット（♂のみ） ＜得意武器－斧＞
ヒゲの海賊。島近辺を航行する船を襲うならず者。ステータスはソルジャーに似る。
デュークナイト（♂のみ） ＜得意武器－剣＞
バトラール家直属の近衛騎士で、剣技・魔法共バランスの取れたエリート戦士。ナイトのパワーアップ版という感じ。
ロトンソルジャー（♂♀） ＜得意武器－なし＞
ソルジャーのゾンビ。素手での攻撃は毒効果を持つ。
ロトンナイト（♂♀） ＜得意武器－剣・突剣＞
ナイトのゾンビ。素手での攻撃は毒効果を持つ。
ロトンウィザード（♂♀） ＜得意武器－なし＞
ウィザードのゾンビ。素手での攻撃は毒効果を持つ。
エスクワイアー （ニッカール） ＜得意武器－槍＞
「主に仕える者」の意。古来槍騎士である事が多く、その切先をもって主への忠誠を示す。
ソードマスター (♀)（マゴット） ＜得意武器－剣＞
歴史上現れることは極稀と言われる女性のソードマスター。自分のHPを削り単体に強力な一撃を加える必殺技「アトロポス」を惜しみなく使ってくる。
ジェネラル （ナリス） ＜得意武器－斧＞
本来ならノーブルロード（高貴なる領主）と呼ばれるところだが領民は畏敬の念を込めてジェネラル、すなわち「将軍」と呼ぶ。一撃必殺の付加効果を持つ暗黒属性の技「ヘルズゲート」を使う。
ヴェネフィック （セルヴァン）／ヴェネフィカ （レーテ） ＜得意武器－なし＞
高度な知識と魔力を持つ魔法使い。その力は人を惑わし、己の快楽を満たすためだけに使われる。範囲暗黒魔法「ダーククエスト」の使い手。
？？？ （リモン） ＜得意武器－なし＞
その姿はかつて地上の覇権をかけて人間と争った「オウガ」を彷彿とさせる。
デーモン ＜得意武器－斧・槌＞
中級悪魔。
ダークエンジェル（♂♀） ＜得意武器－突剣＞
堕天使。能力はエンジェルナイトとほぼ同じ。
プレデター（♂のみ） ＜得意武器－剣・槍＞
捕食者の名を持つ魔界の住人。見た目は黒いドラグーンで、ステータスも同等。
ダークストーカー（♂のみ） ＜得意武器－刀＞
人狼などと同属だという魔界の住人。見た目は黒いニンジャ♂で、ステータスも同等。
ヘルギガンテス（性別なし） ＜得意武器－武器装備不可＞
魔界の住人。見た目は黒いジャイアントで、ステータスも同等。

## スタッフ
- アシスタントプランナー：北原杏子
- キャラクターデザイン：土屋泰次、菰田規之
- アソシエイトプロデューサー：畔柳達哉

## 関連商品
- 『タクティクスオウガ外伝 4コマギャグバトル』（光文社、2001年）ISBN 978-4334805432
- 『タクティクスオウガ外伝 コミックアンソロジー』（光文社、2001年）ISBN 978-4334805456